# Reeves Gabrels
Reeves Gabrels (4 de junio de 1956) es un guitarrista, solista, cantante y compositor musical estadounidense que desde 2012 es guitarrista en la banda británica The Cure. Se asoció a bandas y artistas musicales como David Bowie, Tin Machine, entre otras.

## Biografía
Ha tocado regularmente con David Bowie desde 1987 hasta 1999 y, actualmente, ha sido reclutado por la banda inglesa The Cure como segundo guitarrista durante sus conciertos desde 2012.
Su relación con el grupo de Robert Smith comenzó en 1998 cuando formó el ensemble, COGASM junto con el propio Smith y el baterista de The Cure, Jason Cooper grabando la canción «A Sign From God» que apareció en la banda sonora de la película Orgazmo escrita, dirigida e interpretada por Trey Parker. Grabó también las guitarras del sencillo de The Cure, «Wrong Number» que fue el sencillo oficial del álbum recopilatorio Galore.

Es reconocido por su exagerado virtuosismo en sus solos de guitarra eléctrica.

## Discografía

### ConTin Machine
- Tin Machine (1989)
- Tin Machine II (1991)
- Tin Machine Live: Oy Vey, Baby (1992)

### ConDavid Bowie
- Outside (1995)
- Earthling (1997)
- 'Hours...' (1999)

### ConThe Cure
- 40 Live: Curætion-25 + Anniversary (2019)
- Songs of a lost world (2024)

### En solitario
- The Sacred Squall of Now (1995)
- Ulysses (Della Notte) (2000)
- Rockonica (2005)

- Datos: Q2662821
- Multimedia: Reeves Gabrels / Q2662821